# 湘黔铁路
湘黔铁路是中国一条从湖南株洲通往贵州贵阳的铁路，于1937年动工，1972年建成，全长905公里。目前全线复线电气化。
2006年底湘黔铁路与沪杭铁路、浙赣铁路、贵昆铁路等合并称为沪昆铁路，成为中国中南部地区的一条东西向铁路干线。

## 沿途省份和主要城市
- 湖南：株洲、湘潭、娄底、怀化
- 贵州：凯里、贵阳

## 历史
- 1972年10月：建成通车[1]。
- 1999年1月19日：全线电气化[2]